# Hamatocaulis
Hamatocaulis es un género de musgos hepáticas perteneciente a la familia Amblystegiaceae. Comprende 2 especies descritas y aceptadas:

## Taxonomía
El género fue descrito por Lar Hedenäs y publicado en Lindbergia 15(1): 27–33, f. 3D,E, 12, 13 [map], 14, 15 [map]. 1989. La especie tipo es: Stereodon vernicosus Mitten, H. vernicosus (Mitten) Hedenäs

## Especies aceptadas
A continuación se brinda un listado de las especies del género Hamatocaulis aceptadas hasta junio de 2013, ordenadas alfabéticamente. Para cada una se indica el nombre binomial seguido del autor, abreviado según las convenciones y usos.
- Hamatocaulis lapponicus (Norrl.) Hedenas
- Hamatocaulis vernicosus (Mitt.) Hedenas